# Liolophura japonica
Espèce
Liolophura japonica est une espèce de mollusques polyplacophores appartenant à la famille des Chitonidae.
- Répartition : ouest de la région Indo-Pacifique.
- Longueur : 7 cm.

## Source
- Arianna Fulvo et Roberto Nistri, 350 coquillages du monde entier, Paris, Delachaux et Niestlé, 2005, 256 p. (ISBN 2-603-01374-2)